# Кременная (Хмельницкая область)
Кременная (укр. Кремінна) — село в Городокском районе Хмельницкой области Украины.
Население по переписи 2001 года составляло 1133 человека. Почтовый индекс — 32047. Телефонный код — 3251. Занимает площадь 2,44 км². Код КОАТУУ — 6821283401.

## Известные уроженцы села
- Сирый, Василий Яковлевич (1928—2006) — Герой Социалистического Труда, бригадир колхоза «Украина» Городокского района Хмельницкой области.

## Местный совет
32047, Хмельницкая обл., Городокский р-н, с. Кременная, ул. Победы, 11